# 曾琬莎
曾琬莎（英語：Kate Tsang Yuen Sa，1981年9月23日—），香港女演員，于2006年參加TVB第20屆藝員訓練班而入行。現為TVB女藝員，亦是社區組織「國際商龍交流會-玲瓏屬會」的內閣成員。